# Soul Survivor
"Soul Survivor" é o segundo single do rapper americano Young Jeezy do seu álbum de estreia, Let's Get It: Thug Motivation 101, lançado em 2005. Apresenta o cantor senegalês Akon.
A canção aparece em Def Jam: Icon, um jogo de Xbox 360 e PlayStation 3. Também foi apresentada no episódio "The Man in the Wall", da série Bones.

## Videoclipe
Um videoclipe foi produzido para promover o single. O clipe foi dirigido por Benny Boom e é baseado no filme Paid in Full. Beanie Sigel, Cam'ron, Fabolous, DJ Clue e Big Meech todos fazem participações especiais.

## Posições nas paradas musicais
| Parada musical (2005)              | Maior posição |
| ---------------------------------- | ------------- |
| German Singles Chart               | 74            |
| Irish Singles Chart                | 32            |
| UK Singles Chart                   | 16            |
| US Billboard Hot 100               | 4             |
| US Billboard Pop Songs             | 10            |
| US Billboard Hot R&B/Hip-Hop Songs | 1             |
| US Billboard Rap Songs             | 1             |